# Pierre Lizot
Pierre Gustave Lizot est un homme politique français né le 13 avril 1831 au Havre (Seine-Maritime) et mort le 30 mai 1896 dans le 8e arrondissement de Paris.

## Biographie
Docteur en droit en 1852, il entre dans la magistrature, en poste à Rouen. En 1856, il est substitut du procureur à Évreux puis, en 1858, substitut du procureur à Rouen. Il est conseiller général du canton de Saint-Romain en 1861. En 1871, il est nommé préfet de la Seine-Maritime, puis préfet du Nord en 1876. Après le 16 mai 1876, il reprend son poste de préfet de la Seine-Maritime, où il se montre un fidèle serviteur des gouvernements de droite. Il est révoqué en 1877, après la victoire républicaine aux élections législatives. Il est sénateur, monarchiste, de la Seine-Maritime de 1882 à 1891.
Pierre Lizot est nommé chevalier de la Légion d'honneur en 1871 puis officier en 1874. Il est également officier de l'Instruction publique.

## Distinctions
- Officier de l'Instruction publique
- Officier de la Légion d'honneur (décret du 6 mars 1874). Il est fait officier par le général Barthélémy Lebrun le 28 mars 1874.

## Sources
- « Pierre Lizot », dans Adolphe Robert et Gaston Cougny, Dictionnaire des parlementaires français, Edgar Bourloton, 1889-1891 [détail de l’édition]